# محمد إلياس قادري
أبو بلال محمد إلياس العطار القادري الرضوي الضيائي (بالأردية:  محمد الیاس قادری رضوی ضیائی)‏ يُعرف باسم العطار كاختصار، وهو داعية إسلامي باكستاني، والبير (الهادي الروحي) الذي أسس مركز الدعوة الإسلامية في عام 1981م وهي منظمة غير سياسية تهدف إلى الوعظ بالقرآن والسنة، في كراتشي، باكستان. وهو من أتباع المذهب حنفي في الفقه، وأحد أتباع الصوفية البريلوية، وينتسب إلى الطريقة القادرية في السلوك، وهو الأكبر في جنوب آسيا.